# Eclipse (album Yngwiea Malmsteena)
Eclipse studijski je album švedskog glazbenika, gitarista Yngwiea Malmsteena koji je objavljen 1990. godine. Malmsteen s ovim albumom pomalo naginje komercijalnom izdanju. Na albumu se nalazi 11 skladbi, a njihov producent je Malmsteen.

## Popis pjesama
- Glazbu za album napisao je Yngwie Malmsteen.
- Tekst za album napisali su Yngwie Malmsteen i Goran Edman (osim gdje je naznačeno)

1. "Making Love"  – 4:56
2. "Bedroom Eyes"  – 4:00
3. "Save Our Love"  – 5:24
4. "Motherless Child"  – 4:01
5. "Devil In Disguise" (Tekst: Yngwie Malmsteen & Erica Norberg) – 5:45
6. "Judas"  – 4:25
7. "What Do You Want"  – 3:58
8. "Demon Driver" (Tekst: Yngwie Malmsteen & Erica Norberg) – 3:41
9. "Faultline"  – 5:07
10. "See You In Hell (Don't Be Late)"  – 3:45
11. "Eclipse"  – 3:45

## Osoblje
- Yngwie J. Malmsteen - Električna gitara, Akustična gitara, Sintisajzer, Taurus bas pedala, Vokal
- Göran Edman - vokal
- Mats Olausson - Klavijature, Vokal
- Svante Henrysson - Bas gitara, Kontrabas,  Vokal
- Michael Von Knorring - Bubnjevi